# Тураров, Турабай
Турабай Тураров (каз. Тұраров Тұрабай; 1876 год — август 1949 года) — старший табунщик колхоза «Красный Джеменей» Зайсанского района Восточно-Казахстанской области, Казахская ССР. Герой Социалистического Труда (1949).

## Биография
Родился в 1876 году в семье кочевника в пустыне Каракумы. С 1896 года занимался батрачеством. С 1925 года участвовал в деятельности общества казахской бедноты «Кедей-Тобы», которое боролось против баев. В 1929 году был одним из организаторов колхоза «Жана-Терлик» (с 1932 года — совхоз «Чёрно-Иртышский») в ауле № 2 в Зайсанском районе Семипалатинской области. С 1939 года работал табунщиком в колхозе «Красный Джеменей» Зайсанского района. В годы Великой Отечественной войны взял на себя обязательство выращивать от каждой кобылы по одному жеребёнку. Позднее был назначен старшим табунщиком в этом же колхозе.
В 1945 году бригада Турабая Турарова вырастила 67 жеребят от 70 кобыл, в 1946 году было выращено 79 жеребят от 83 кобыл. В 1947 году бригада вырастила 92 жеребёнка от 93 кобыл. За получение высокой продуктивности животноводства в 1947 году удостоен звания Героя Социалистического Труда указом Президиума Верховного Совета СССР от 23 июля 1948 года с вручением ордена Ленина и золотой медали «Серп и Молот».
В 1948 году бригада сохранила полностью полученный приплод, вырастив 105 жеребят от 105 кобыл.
В 1948 году тяжело заболел и скончался через год в августе 1949 года.
Награды
- Герой Социалистического Труда
- Орден Ленина
- Медаль «За доблестный труд в Великой Отечественной войне 1941—1945 гг.» (1946)